# Aéroport d'Annaba - Rabah-Bitat
Pour les articles homonymes, voir AAE.
L'aéroport d'Annaba - Rabah-Bitat (code IATA : AAE • code OACI : DABB) est un aéroport international algérien, situé à neuf kilomètres au sud de la ville d'Annaba, (anciennement Bône durant la période de l'Algérie française). A l'origine l’aéroport s'appelait Bône-les-Salines.

## Présentation
L’aéroport d'Annaba  est un aéroport civil international desservant la ville d'Annaba et sa région (wilayas d'Annaba, Souk-Ahras, Skikda, Guelma, et El Tarf).
L’aéroport est géré par l'EGSA Constantine.

## Historique
Construit à l’époque de l’Algérie française, l’aéroport porte alors le nom de Bône-les-Salines, en référence aux lacs de sel aux alentours de l'endroit où il est implanté.
Il a été mis en exploitation en 1939.
Pendant la Seconde Guerre mondiale, l'aéroport était connu sous le nom de Bone Airfield, et était utilisé par la Luftwaffe. Il a ensuite été capturé par l'armée américaine, la Twelfth Air Force de l'USAAF, lors de la campagne du désert occidental en 1942-1943.
En novembre 1942, les Alliés envahissent le Maroc et l'Algérie française (opération Torch). Les opérations aéroportées britanniques en Afrique du Nord débutent le 12 novembre, lorsque le 3e Bataillon du Parachute Regiment effectue le premier parachutage de la taille d'un bataillon, sur l'aérodrome de Bône. Le reste de la 1ère brigade de parachutistes est arrivé par la mer le jour suivant. L'aérodrome de Bône était la base du 111e escadron de la RAF, un escadron de Supermarine Spitfire dirigé par le chef d'escadron Tony Bartley. Un pilote notable a volé de Bône à l'occasion, le Wing Commander Adrian Warburton, qui était un visiteur peu fréquent après s'y être écrasé le 15 novembre 1942. Le 81ème escadron était basé à Bône du 16 novembre au 31 janvier 1942 avec Ras Berry et Colin F Gray comme chefs d'escadron. Alan M Peart remporte également sa première victoire en combat aérien et deux autres avions sont endommagés au-dessus du port de Bône pendant cette période.
À la suite de la Seconde Guerre mondiale, il a été décidé avec un arrêté datant du 16 décembre 1958 qui en confie l’exploitation à la chambre de commerce de Bône. La base aérienne 213, une des bases aériennes de l'Armée de l'air française est à cette époque implantée sur le site. Elle accueille notamment le groupe de Bombardement 1/91 Gascogne, unité recréée le 1er septembre 1956 (et, provisoirement, dissoute le 17 septembre 1962, après la guerre d'Algérie), qui est équipée de Douglas B-26 Invader.
Après l’indépendance algérienne, et jusqu’en 2000, l'aéroport d'Annaba porte le nom d'El-Mellaha (signifiant en arabe « Les Salines »).
Depuis, l'aéroport a été nommé en hommage à Rabah Bitat, ancien chef de l'État algérien.

## Situation

### Carte des aéroports de l'Algérie
| \| 100 km1:14 790 000 \| Adrar Alger Annaba Batna Béjaïa Biskra Boufarik Chlef Constantine Ghardaïa Hassi Messaoud In Amenas Jijel Oran Sétif Tamanrasset Tébessa Tlemcen Béchar Bordj Mokhtar Djanet El Bayadh El Goléa El Oued Illizi In Salah Ghriss Ouargla Tiaret Timimoun Tindouf Touggourt |
| 100 km1:14 790 000 |

Carte statique des aéroports d'Algérie.Carte dynamique des aéroports d'Algérie.

## Infrastructures liées

### Pistes
L’aéroport dispose de deux pistes. La première, en asphalte, d'une longueur de 3 000 m et la deuxième, en béton bitumineux, d'une longueur de 2 290 m.

### Aérogare
L'aérogare a fait l'objet de travaux de rénovation et d'agrandissement qui ont débuté en 2007 et se sont terminés en décembre 2015. La nouvelle aérogare a été inaugurée le 9 mars 2016,

La nouvelle aérogare est destinée à traiter un flux de 700 000 passagers/an.

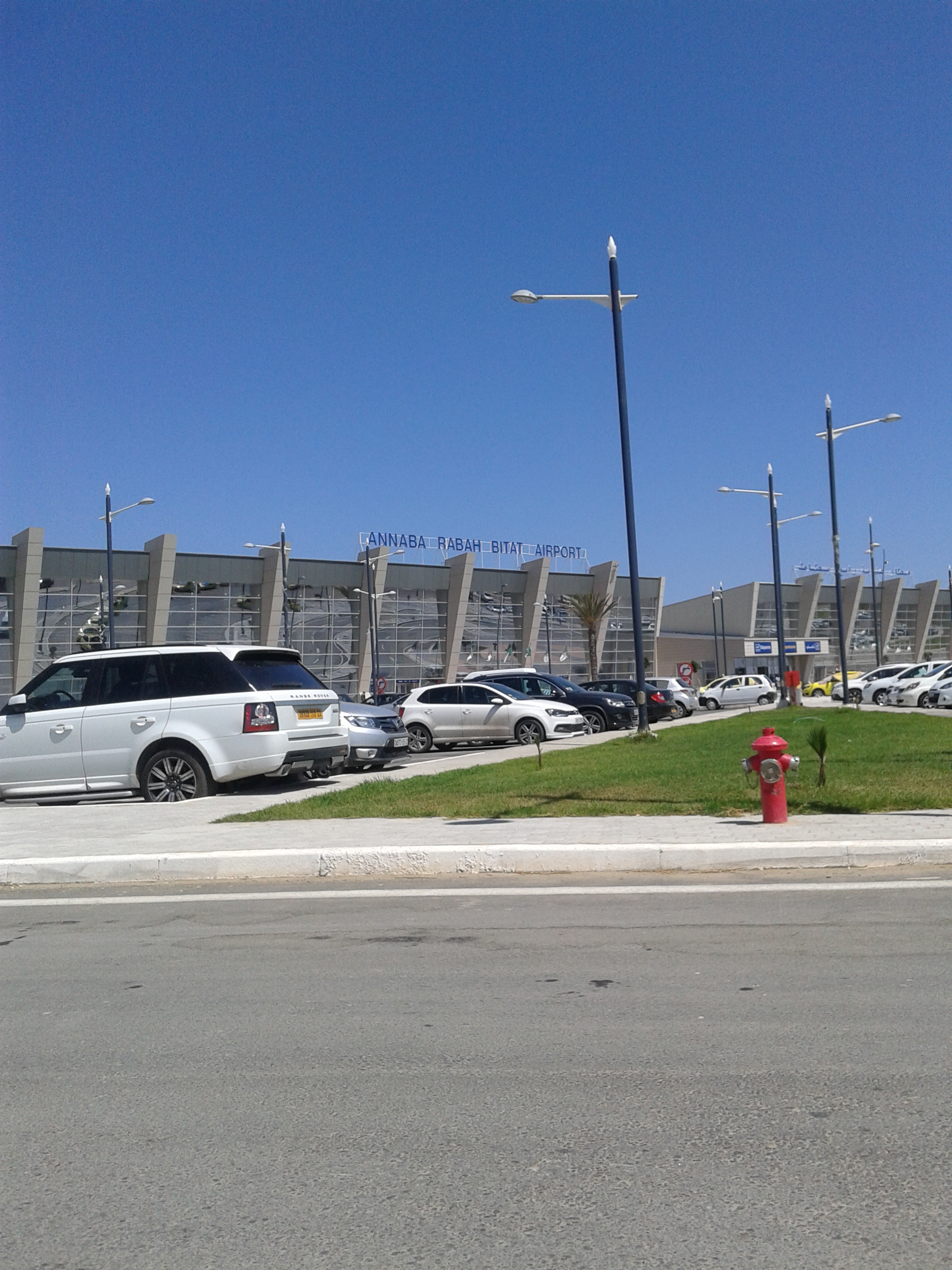
Terminal de l'aéroport d'Annaba
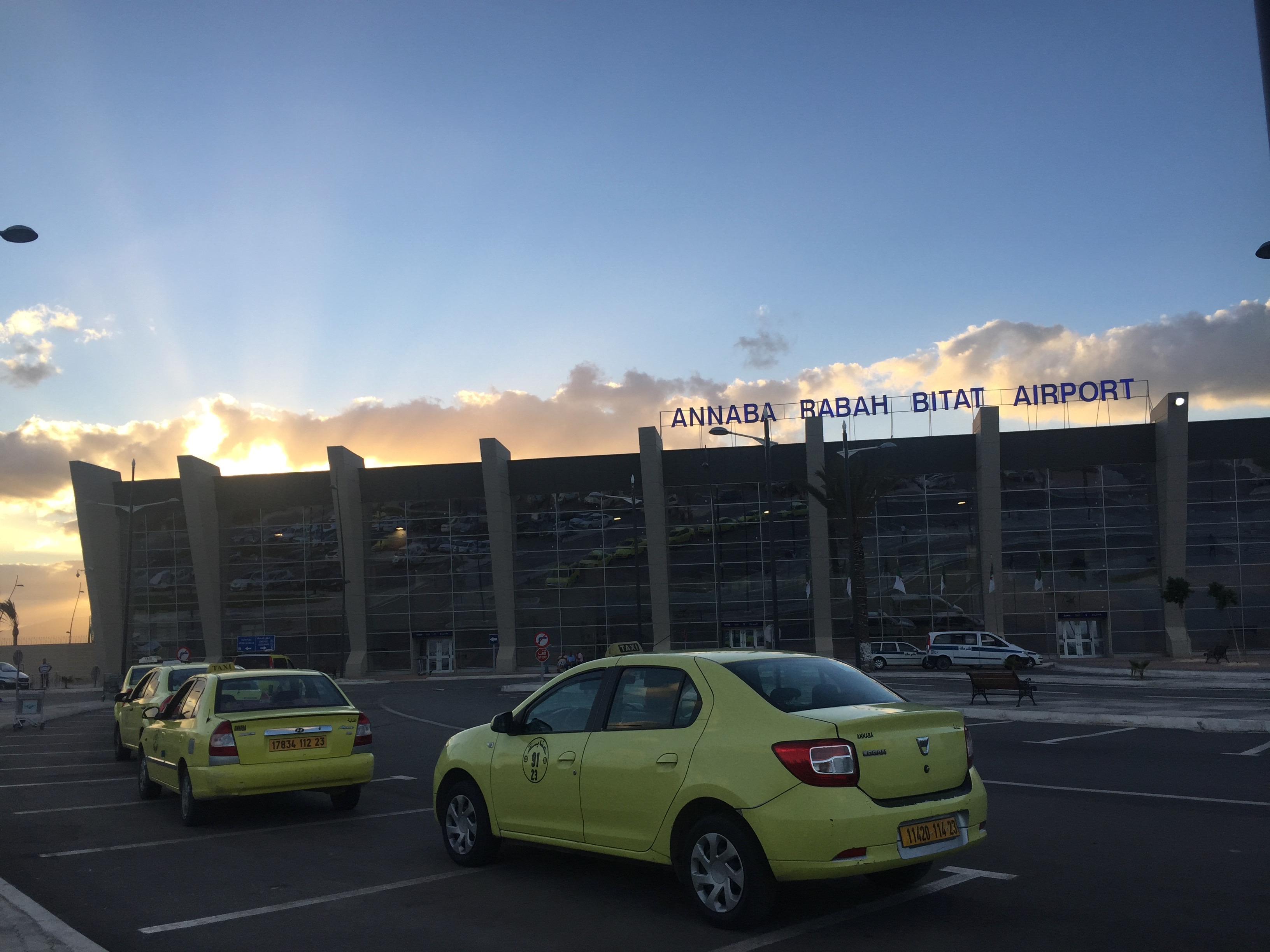
Terminal de l'aéroport d'Annaba

### Autres
L'aéroport d'Annaba dispose d'un service de catering de 1000 couverts, d'un parking de 400 places, d'un salon de prestige pour les passagers de première classe, de boutiques, restaurants, fast-foods...

### Accès
L'aéroport d'Annaba est situé sur la route d'El Kala et de la frontière de la Tunisie. Le principal accès se fait par la Route Nationale 44 qui mène également à Annaba.
L'Aéroport d'Annaba est également accessible par Taxi et Bus.

## Compagnies aériennes et destinations
| Compagnies          | Destinations |
| ------------------- | --- |
| Air Algérie         | - Alger-Houari-Boumédiène, - Istanbul, - Lyon-Saint-Exupéry, - Marseille-Provence, - Oran-Ahmed-Ben-Bella, - Paris-Charles de Gaulle, - Paris-Orly |
| Tassili Airlines    | Alger-Houari-Boumédiène, El Oued (Guemar), Hassi Messaoud-Oued Irara                                                                               |
| Transavia France    | En saison : Marseille-Provence |
| Volotea             | Marseille-Provence |
| ASL Airlines France | Paris-Charles de Gaulle |

Actualisé le 31/07/2023

## Statistiques
Le graphique qui aurait dû être présenté ici ne peut pas être affiché car il utilise l'ancienne extension Graph, désactivée pour des questions de sécurité. Des indications pour créer un nouveau graphique avec la nouvelle extension Chart sont disponibles ici.

Voir la requête brute et les sources sur Wikidata.

L'évolution du trafic aérien de l'aéroport d'Annaba entre 2006 et 2016 est de :
| Trafic | Année | 2006    | 2007    | 2008    | 2009    | 2010    | 2011    | 2012    | 2013    | 2014    | 2015    | 2016    | 2017    | 2018    | 2019    | 2020    |
| Trafic | Total | 362 303 | 372 244 | 386 607 | 416 435 | 402 585 | 421 547 | 446 846 | 462 003 | 473 530 | 489 739 | 530 709 | 553 349 | 520 493 | 515 481 | 105 229 |